# 李政隆
李政隆（1948年10月27日—2021年2月24日），臺灣古蹟修護建築師、貴格會牧師，引進無障礙環境到臺灣、保護購屋者權利、主持恩友中心以幫助街友。

## 生平

### 早年生活
李政隆為成功大學讀建築研究所碩士。在成功大學期間，認識了讀中文系的李雀美，日後結婚。他取得東京工業大學博士後，於淡江大學教書並開設建築事務所。
李政隆與兩位親生兄弟都遺傳母親的多囊腎疾病，與妻子決定不生孩子。

### 修復古蹟
李政隆在臺灣建築學術界以古蹟修護聞名，教學獲教育部頒發的師鐸獎。愛好傳統建築的李政隆，還把繪有门神的古門搬到家中作壁櫥整體設計。在接下桃園市忠烈祠案子時，為保留原計畫被拆除神社，他不惜放棄設計權。他所參加過的古蹟與歷史建築修復就有道東書院、北港朝天宮、虎尾郡役所、大士爺廟等。

### 保障購屋
1987年，李政隆與律師李永然為導正購屋秩序，消弭糾紛，結合購屋人力量檢驗房屋品質，成立購屋監交委員會。此消費運動，該年已陸續引起十幾個建築工地購屋民眾向消基會登記，希望仿此模式成立組織，如內湖區的綠陽邨監造監文委員會。由於台北小城、綠陽邨與天母敦和園等社區住戶，不滿以建築業界為主的消費者文教基金會未處理，因此李政隆以新臺幣一百萬成立名為「聯合購屋者文教基金會」的消保團體，發起人還有師範大學教授謝瑞智、彰化教育學院教授林萬義、台大都市計畫研究所副教授黃世孟、臺灣大學環工所副教授駱尚廉、嘉義市工商策進會幹事何朝寬、及伯爵企管公司董事長林櫻洲等，但1988年初向教育部申請登記時尚未核准。1989年11月17日正式成立，並改名為「生活品質文教基金會」，李政隆為董事長。他為這些購屋者，與廠商打起官司。

### 幫助身障
李政隆被視為將無障礙環境觀念引進臺灣並付諸行動的第一人。他曾建議國宅單位編列預算，作無障礙示範國宅，並提供百分之五至十五的國宅戶數比例給身障者。在擔任淡江大學建築系教授期間，他找李清志、黃華敦、黃宏輝等學生，支援伊甸社會福利基金會規劃無障礙建設。
1989年，李政隆在啟明學校測試自己設計的導盲磚。此種導盲磚圖樣可表達直行、轉彎、旁有標誌、慢行、小心通過、前有高差、前有障礙物、止步、引導至公共設施、抵達公共場所等出十種基本語彙。
劉俠與李政隆合作，成立了幫助殘障者復健的復康中心。

### 改變信仰
在中原大學建築系讀書時，李政隆就信仰與推廣佛教。
1980年代，李政隆去泰北唐窩設計忠烈祠時，發現當地人的窮困，於是賣地捐錢幫當地人，並將社福擴大至寮國。為支援寮國，他還以达赖喇嘛念珠作義賣。1990年，夫妻在臺北市忠孝東路的眷村社區，開起名為「拾參弄」的社區服務站，空間還有寮國裝飾。
在寮國期間，李政隆感染阿米巴痢疾，透過妻子認識的貴格會牧師鄭新教，也開始信仰耶稣。1994年，李政隆夫妻由慈濟人改信基督教後，先到美國讀神學院，回臺灣和鄭新教一起開拓教會。

### 支助街友

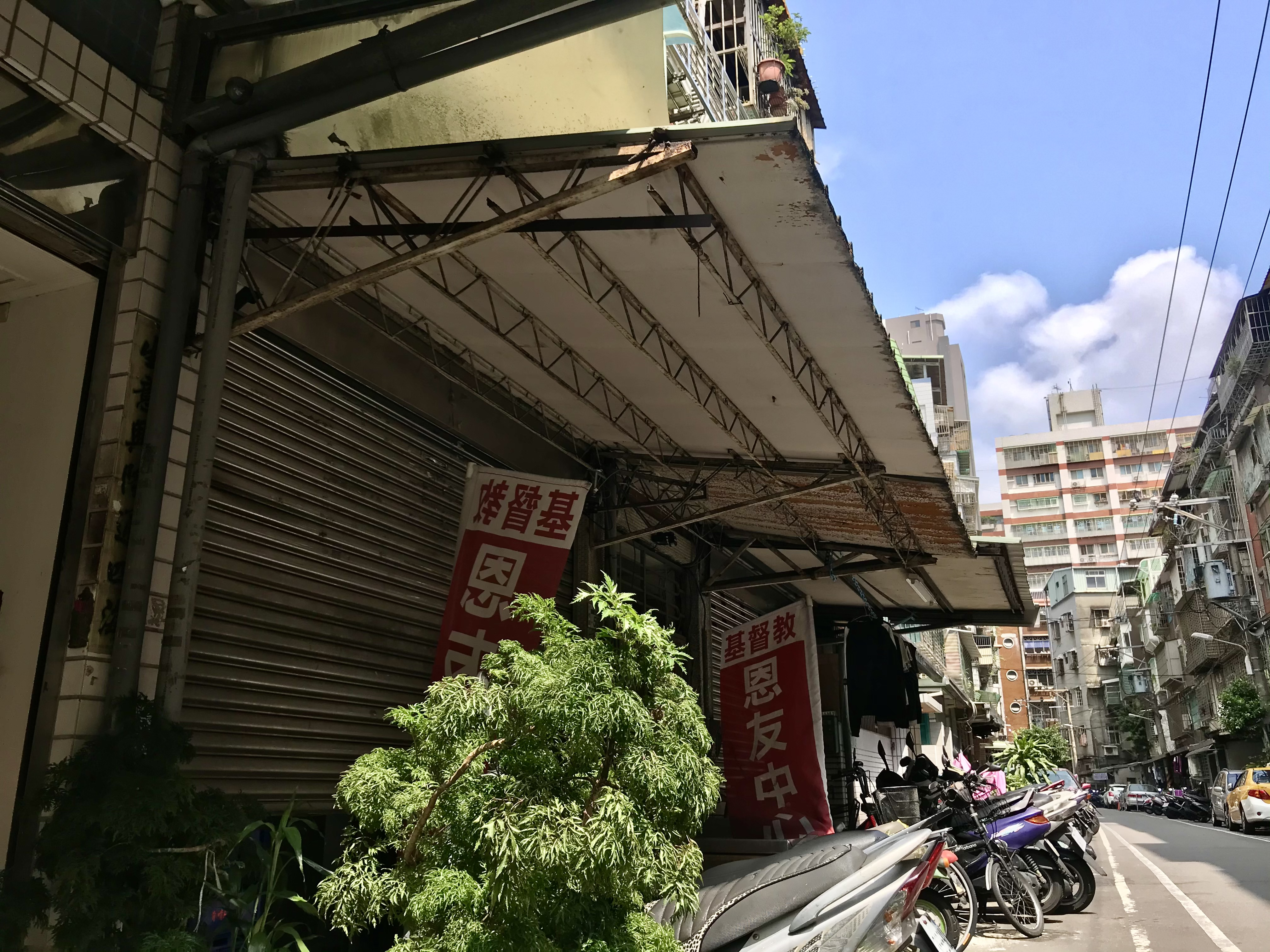
板橋恩友中心

李政隆目睹過遊民在農曆年期間撿拾垃圾維生，讓他印象深刻。SARS期間，許多街友湧進鄭新教在板橋新開拓的貴格會海山教會。當時2002年起開始有遊民前來海山教會聚會，引起部分教友疑慮，因此教會便籌設以救助街友和貧寒為主的板橋恩友中心。2003年11月，板橋恩友中心成立，提供食物、並設有盥洗室。這時，李政隆從教會週報得悉鄭新教為街友開設恩友中心後，找鄭牧師說希望能為街友服事，於是擔任起恩友中心的執行牧師。2005年1月，台北恩友中心在長安西路中山市場附近成立，除供吃住盥洗，也發放睡袋。到六十五歲時，李政隆甚至將一次請領的退休金投入幫助街友的恩友中心上。
晚年的李政隆因多囊腎疾病晚年時多次進出醫院，2019年住院近百天，2020年開始洗腎，開刀切除左腎後又為腸阻塞所苦，腎發生膿瘍，至2021年2月24日晚上10點40分，睡夢中辭世。

## 相關著作
- 李政隆建築事務所. . 彰化縣政府. 1986.

- 李政隆建築事務所. . 嘉義縣政府. 1993.

- 李政隆建築事務所. . 嘉義縣政府. 1994.

- 李政隆建築事務所. . 嘉義縣政府. 1994.

- 李政隆建築事務所. . 彰化縣政府. 1994.

- 李政隆建築事務所. . 嘉義縣政府. 1996.

- 李政隆建築事務所. . 嘉義縣政府. 1996.

- 李政隆建築事務所. . 臺南縣政府. 1996.

- 李政隆建築事務所. . 臺南縣政府. 1998.

- 李政隆建築事務所. . 彰化縣政府. 1999.

- 李政隆. . 天恩出版社. 2001. ISBN 9789570326871.

- 李政隆. . 台灣研究室. 2006.